# Die Hand des Schicksals
Die Hand des Schicksals ist ein deutsches Stummfilmmelodram aus dem Jahre 1913. Unter der Regie von Eugen Illés spielte Leopoldine Konstantin die Hauptrolle.

## Handlung
Graf Strehlenau hat eine Affäre mit einer Tänzerin begonnen, die in seinen Kreisen erwartungsgemäß als nicht standesgemäß angesehen wird. Während die Tänzerin an die Echtheit seiner Gefühle glaubt, hält beim Aristokraten die Liebe für das junge Mädchen nur so lange, bis er seine dem teuren Lebenswandel zu verdankende Verschuldung durch eine „reiche Heirat“ egalisieren muss. Er lässt die von ihm geschwängerte Tänzerin sitzen, die daraufhin in Elend und Armut sinkt.
Jahre sind vergangen, aus dem Töchterchen ist eine schöne, junge Frau geworden, die sich als Künstlermodell verdingt. Der Maler Oswald, der sie gerade verewigen will, ist zugleich ein Freund von Strehlenau junior, somit der Stiefbruder des Mädchens. Als sie und Oswald heiraten, beleidigt der junge Strehlenau seinen Freund. Es kommt, wie in solchen Kreisen üblich, zu einem Duell bei dem Oswald umkommt. Voller Zorn ergreift das junge Mädchen, die zum Duellplatz geeilt war, die Schusswaffe und richtet den eigenen (Halb-)Bruder. Als es zur polizeilichen Untersuchung kommt, erfährt der tiefbetrübte alte Graf Strehlau davon, dass sein eigen Fleisch und Blut seinen Sohn erschossen hat. Im Gefängnis, in dem die Witwe ein Jahr Haft absitzen muss, gesteht Strehlenau, dass er ihr Vater sei und sich einst schäbig gegenüber ihrer Mutter verhalten habe.

## Produktionsnotizen
Die Hand des Schicksals entstand im Literaria-Film-Atelier in Berlin-Tempelhof, passierte im November 1913 die Filmzensur und wurde am 20. Dezember 1913 uraufgeführt. Der Film besaß drei Akte, verteilt auf 971 Metern Länge. In Wien fand die österreichische Erstaufführung am 26. Dezember 1913 statt.